# Солдатский клуб (фильм)
Эта статья — о фильме. О бродвейском развлекательном заведении см. Солдатский клуб.
«Солдатский клуб» (англ. Stage Door Canteen) — американская музыкальная комедия 1943 года. В фильме в роли самих себя снялось большое количество (более восьмидесяти) знаменитостей того времени: актёры и актрисы, музыканты, танцоры, певицы.

## Сюжет
Действие фильма разворачивается в известном бродвейском ресторане — ночном клубе «Солдатский клуб». Здесь отдыхают американские и союзные военнослужащие, которых отпустили в отпуск с войны; тут с ними общаются, их развлекают и обслуживают бродвейские «звёзды». В центре сюжета несколько женщин, которые работают здесь волонтёрами и должны придерживаться строгих правил поведения, наиболее важным из которых является то, что они должны обеспечивать дружеское общение и быть партнёршами по танцам для (зачастую нервных) мужчин, которые вскоре отправятся обратно на войну. Романтические отношения запрещены. Эйлин — одна из этих волонтёров, которая признаётся, что пришла сюда поработать только для того, чтобы на неё обратила внимание какая-нибудь знаменитость. В конце концов она влюбляется в одного из солдат и обручается с ним.

## В ролях
Почти все актёры и актрисы исполнили роли самих себя; в случае, когда это не так, указана роль

### В титрах указаны
В порядке указания в титрах
- Джудит Андерсон
- Кенни Бейкер[англ.]
- Таллула Бэнкхед
- Ральф Беллами
- Эдгар Берген
- Чарли Маккарти[англ.]
- Рэй Болджер
- Ина Клер
- Кэтрин Корнелл
- Грейси Филдс
- Линн Фонтэнн[3]
- Хелен Хейс
- Кэтрин Хепбёрн
- Хью Херберт[англ.]
- Джин Хершолт
- Джордж Джессел[англ.]
- Джипси Роуз Ли
- Альфред Лант
- Харпо Маркс
- Эльза Максвелл[англ.]
- Иегуди Менухин
- Этель Мерман
- Пол Муни
- Мерл Оберон
- Джордж Рафт
- Лэнни Росс[англ.]
- Марта Скотт
- Этель Уотерс
- Джонни Вайсмюллер
- Эд Уинн
- Генри Арметта
- Бенни Бейкер[англ.]
- Хелен Бродерик
- Ллойд Корриган[англ.]
- Джейн Дарвелл
- Уильям Демарест
- Вирджиния Филд
- Винтон Фридли[англ.]
- Энн Гиллис
- Люсиль Глисон[англ.][4]
- Вера Гордон[англ.]
- Вирджиния Грей
- Сэм Джаффе
- Аллен Дженкинс
- Роско Карнс[англ.]
- Том Кеннеди
- Отто Крюгер
- Джун Лэнг
- Бетти Лофорд
- Берт Лителл[англ.] — церемониймейстер
- Алин Макмагон
- Хорас Макмахон[англ.][5]
- Хелен Менкен[англ.][6]
- Пегги Моран[англ.][7]
- Ральф Морган
- Алан Маубрэй
- Эллиотт Наджент
- Патрик О’Мур[англ.] — австралиец
- Франклин Пэнгборн[англ.]
- Хелен Пэрриш
- Брок Пембертон[англ.]
- Селена Ройл
- Мэриан Шокли — Лиллиан
- Корнелия Отис Скиннер[англ.]
- Нед Спаркс
- Билл Штерн[англ.]
- Арлин Уилан
- Мэй Уитти[8]
- Каунт Бейси — дирижёр своего оркестра[англ.]
- Шавьер Кугат — дирижёр своего оркестра
- Бенни Гудмен — дирижёр своего оркестра
- Джеймс Керн Кайсер — дирижёр своего оркестра (музыкальной группы)
- Гай Ломбардо — дирижёр своего оркестра
- Фредди Мартин[англ.] — дирижёр своего оркестра
- Шерил Уокер[англ.] — Эйлин Бёрк
- Марджори Риордан[англ.] — Джин
- Лон Маккаллистер — Калифорния Джек Гилман
- Маргарет Эрли[англ.] — Элла Сью
- Сансет Карсон[англ.] — Текс[9]
- Дороти Кент[англ.] — Мэйми, девушка Джерси

### В титрах не указаны
- Гарри Бэббитт[англ.] — певец группы Джеймса Керна Кайсера
- Дейв Барбур[англ.] — музыкант
- Джейн Коул
- Дороти Филдс
- Пэт Флаэрти[англ.] — сержант
- Арлин Френсис
- Эдна Мэй Харрис[англ.] — загорелая девушка
- Луис Джин Хейдт — капитан Робинсон
- Джек Ламберт — моряк, встревающий в разговор с Иной Клер
- Гертруда Лоуренс[англ.]
- Пегги Ли — певица в оркестре Бенни Гудмена
- Лина Ромэй — певица в оркестре Шавьера Кугата
- Джордж Мэтьюз[англ.] — сержант
- Митци Мэйфэйр[англ.] — девушка в поезде
- Фрэнсис Пьерло[англ.] — священник на свадьбе Джерси
- Джанго Рейнхардт
- Рут Роман — девушка[10]
- Джонни Ровентини[англ.] — Джонни, коридорный
- Джесси Уайт[англ.]

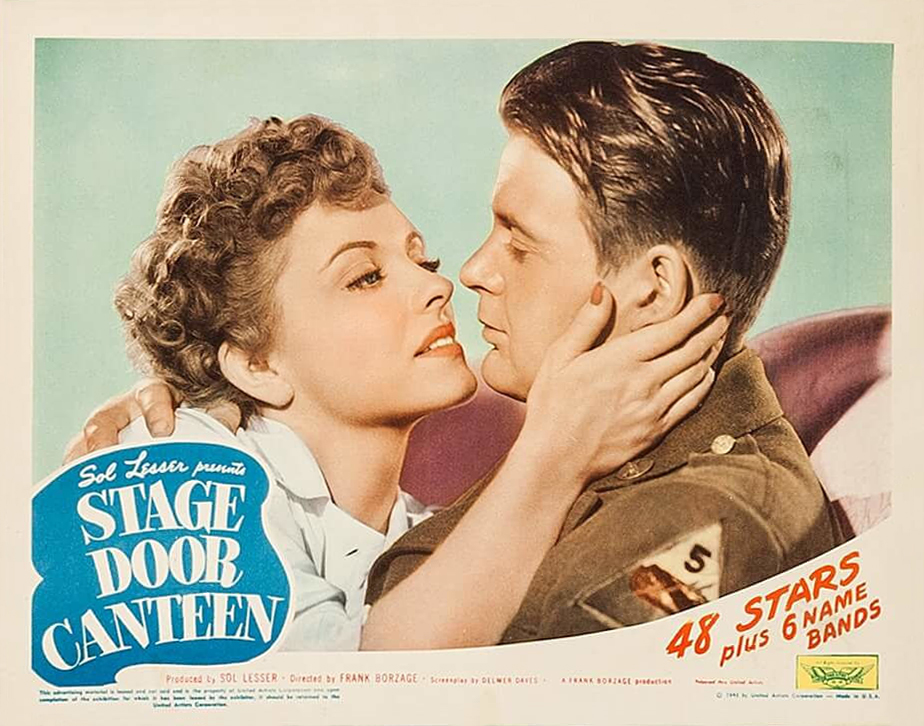
Шерил Уокер[англ.] и Уильям Терри
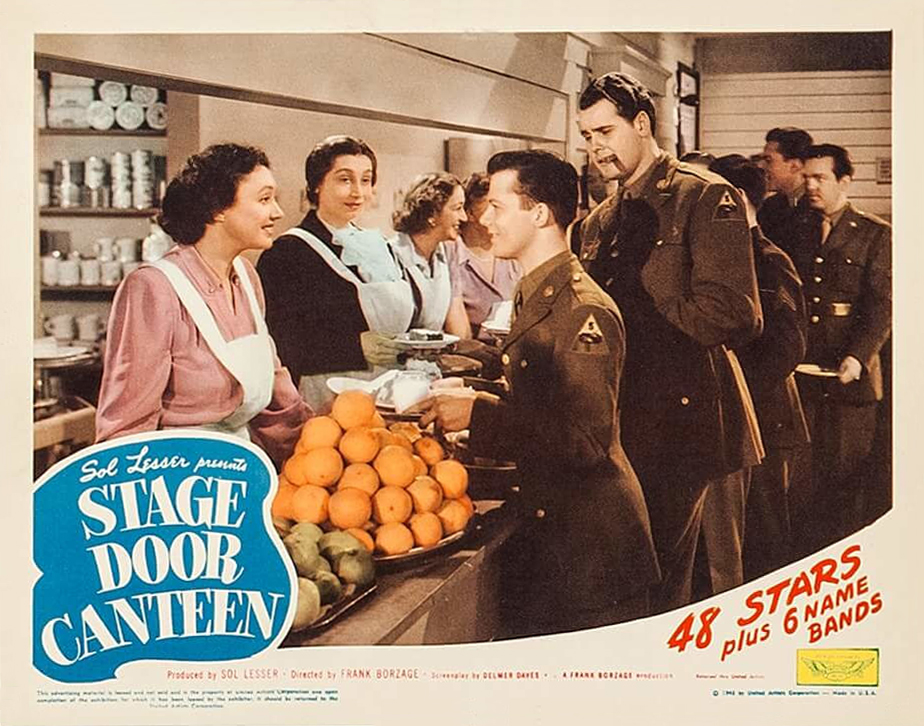
Кэтрин Корнелл, Алин Макмагон и Дороти Филдс обслуживают Лона Маккаллистера и Сансета Карсона[англ.]
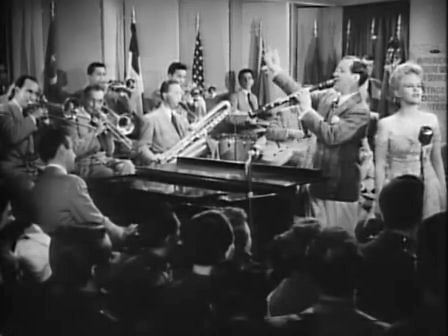
Бенни Гудмен с Пегги Ли
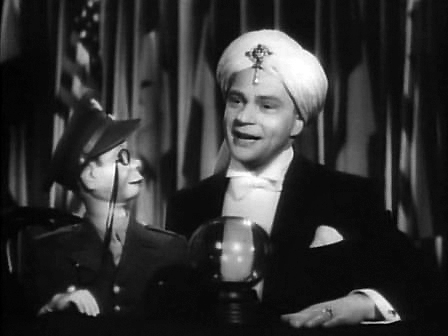
Эдгар Берген
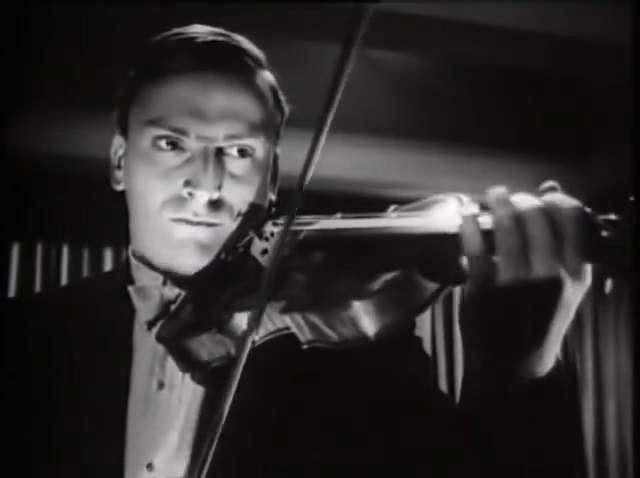
Иегуди Менухин

## Производство и показ
Фильм был создан под эгидой некоммерческой организации American Theatre Wing. Настоящий «Солдатский клуб» представлял собой подвальное помещение в театре «Театр на 44-й улице», и его нельзя было использовать для съёмок, поскольку он был слишком занят приёмом военнослужащих. Декорации для ленты были организованы на студии Fox Movietone в Нью-Йорке и на студии RKO Pathé в Лос-Анджелесе. Съёмки картины заняли два месяца: с 30 ноября 1942 года по конец января 1943 года.
Для Кэтрин Корнелл, снявшейся в этом фильме, это осталось единственным появлением на широком экране (в 1956—1957 годах она также снялась в одном эпизоде одного телесериала и одном телефильме), а так она была известна в первую очередь как актриса театра, сценаристка, владелица театра и продюсер.
В фильме была исполнена песня Why Don’t You Do Right?, которая стала первым крупным хитом для певицы Пегги Ли; после премьеры ленты эта песня разошлась тиражом более миллиона копий и привлекла к певице внимание всей страны.
В фильме было исполнено 18 песен и музыкальных композиций, среди наиболее известных можно отметить: Why Don’t You Do Right?, «Полёт шмеля», Goodnight Sweetheart, «Аве Мария» (исполнено Иегуди Менухином на скрипке), «Гимн морской пехоты».
Продолжительность фильма составляет 122 минуты, но во многих современных изданиях она сокращена до 93 минут.
Премьера фильма состоялась 12 мая (или 24 июня) 1943 года. Осенью того же года он был показан в Великобритании, затем, зимой 1943/1944 годов — в ЮАР (только в Йоханнесбурге и Кейптауне), в 1944 году — в Мексике, Австралии, Португалии и Швеции; в 1946 году — в Дании; в 1947 году — в Испании (только в Мадриде); в 1948 году — во Франции. 24 декабря 1948 года фильм впервые был показан по телевидению, которое в то время только-только появилось и делало свои первые шаги, лента была показана в Рождественский сочельник только в Нью-Йорке.
В прокате фильм собрал 4,35 млн (79 млн в ценах 2024 года) долларов (в США и Канаде).
Фильм находится в общественном достоянии в США, поэтому в настоящее время он свободно доступен на множестве DVD и других носителях.

## Номинации
- 1944 — «Оскар» в категории «Лучшая музыка к фильму» — Фред Рич[англ.].
- 1944 — «Оскар» в категории «Лучшая песня к фильму» — We Mustn't Say Goodbye

## Восприятие и критика
В 1943 году «Солдатский клуб» вошёл в десятку лучших фильмов года согласно изданию The Film Daily на основе обзора 439 газетных и радио-обзоров.
Как уже говорилось выше, картина получила две номинации на «Оскар».
Босли Краузер, кинокритик The New York Times, предварил обзор фильма словами о своём отвращении к современной тенденции устраивать представления со «звёздами», которые он назвал «дешёвым зрелищем»:

Но на этот раз мы должны пойти на откровенную уступку. В «Солдатском клубе», в этом параде знаменитостей шоу-мира есть по-настоящему драматический момент. Это создаёт гламурную, атмосферную обстановку, в которой разыгрывается небольшая история — обстановка реальная и стара как мир. И, кроме того, некоторые номера довольно хороши.

Краузер похвалил продюсера Сола Лессера за создание иллюзии подлинности, пригласив на экран актёров и актрис — новичков. Он приписал фильму то, что тот уловил щедрый дух людей шоу-бизнеса, желающих внести свой вклад в победу в войне. «Этот сценарист подавлен количеством „звёзд“. Но это тот случай, когда от зрелища действительно подступает комок гордости к горлу», — заключил критик.
Полин Кейл, The New Yorker. «Патриотизм, развлечения и романтика плохо сочетаются … Многие известные исполнители выставляют себя дураками … фильм депрессивный».
Дэйв Кер, The New York Times. «…интересный документ о Второй мировой войне».
Сборы фильма, за вычетом 8,5 % Лессера, были пожертвованы American Theatre Wing и связанным с ним благотворительным организациям.